# Pico Bolívar
Il Pico Bolívar (4.978m) è la montagna più alta del Venezuela. È situato nello Stato di Mérida non lontano dalla città di Mérida. Fu così chiamato in onore di Simón Bolívar.

## Altitudine
Nel 2002, in occasione della dichiarazione delle Nazioni Unite come "Anno Internazionale delle Montagne", l'Istituto di Geografia del Venezuela decide di verificare insieme all'Università Simón Bolívar e all'Università del Zulia l'altitudine esatta della vetta. Negli ultimi anni l'esatta determinazione della quota da parte dello "IGVSB" è stato assegnato alla quota di vetta compresa tra i 4976 e i 5007 metri. I risultati della campagna 2002 si sono tradotte in un'altitudine di vetta di 4.978,4 ± 0,4 m s.l.m..
La misurazione è stata condotta dagli scalatori Ing. Diego Deiros e Carlos Rodriguez USB, José Napoleón Hernandez IGVSB e due guide INPARQUES. Le misure GPS progettati per rete geodetica, costituita dai vertici Pico Bolívar, El Toro, Piedras Blancas e Osservatorio Mucuñuque; quest'ultima appartenente al REGVEN geocentrica rete venezuelana. Le misurazioni sono state temporalmente altrettanto lungo e continue per garantire un maggiore volume di dati nel tempo per rendere le informazioni più coerente e affidabile, cinque ricevitori GPS doppia frequenza sono stati utilizzati.
La misurazione effettuata nel 2002 da Deiros, Rodriguez ed Hernandez e ufficialmente dichiarata dall'Istituto geografico del Venezuela nel 2003, è stata confermata anche nel 2006.